# ブライアン・コンラッド
ブライアン・コンラッド（英: Brian Conrad、1970年11月20日-）は、アメリカの数学者。専門は数論。

## 概要
1992年にハーバード大学で学士号を取得し、学部論文で賞を受賞した。指導教官であるアンドリュー・ワイルズの下で博士号を取得した。 1999年、谷山–志村予想をクリストフ・ブロイル、フレッド・ダイアモンド、リチャード・テイラーらとともに、完全な形で証明した。
双子の兄弟である、キース・コンラッドも数論を専門とする数学者で、コネチカット大学の教授についている。